# Stora Fisklösen (Svärdsjö socken, Dalarna)
Stora Fisklösen är en sjö i Falu kommun i Dalarna och ingår i Gavleåns huvudavrinningsområde.